# 颱風寶霞 (2012年)
颱風寶霞（英語：Typhoon Bopha，國際編號：1224，聯合颱風警報中心：WP262012，菲律賓大氣地球物理和天文管理局：Pablo）為2012年太平洋颱風季第二十四個被命名的風暴。「寶霞」一名由柬埔寨提供，是花卉名稱及女性名稱。寶霞曾在移動至北緯7.4度、東經128.9度時，被聯合颱風警報中心（JTWC）評定達到超級颱風強度，其接近中心最高1分鐘平均風速達到150海浬（大約每小時280公里）。對照美國薩菲爾-辛普森颶風等級，此強度即等同五級颱風。菲律賓大氣地球物理和天文管理局基於風暴造成當地逾千人死亡，故將Pablo除名。由於寶發重創菲律賓，颱風委員會把寶發除名，由「安比」取代（落選者為「荔枝」和「藍寶石」） 。

## 發展過程
2012年11月23日凌晨，一個熱帶擾動在波納佩以南海面上形成，即北緯1.1度、東經159.8度附近，臨時編號90W。同日下午4時，集結於波納佩以南650公里海面上，聯合颱風警報中心評為LOW。
11月25日上午1時30分，聯合颱風警報中心升至MEDIUM。晚上重新編號為91W。
11月26日上午1時，聯合颱風警報中心發布熱帶氣旋形成警報。上午3時20分，日本氣象廳升格為熱帶性低氣壓，並對其發布烈風警報。上午5時，聯合颱風警報中心升格為熱帶性低氣壓。
11月27日上午3時15分，日本氣象廳升格為熱帶風暴。上午11時，聯合颱風警報中心升格為熱帶風暴。
11月30日上午8時45分，日本氣象廳升格為強烈熱帶風暴。下午5時，聯合颱風警報中心升格為一級颱風。
12月1日上午2時40分，日本氣象廳升格為颱風。上午5時，聯合颱風警報中心升格為二級颱風。上午11時，聯合颱風警報中心直接由二級颱風跳升為四級颱風。
12月3日下午11時，聯合颱風警報中心升格為五級颱風，繼颱風三巴、颱風杰拉華之後第三個五級颱風。
12月4日上午3時30分，寶霞在菲律賓東達沃省巴岡阿沿海登陸，登陸時風速為每小時185公里（十分鐘平均風速）。上午8時，聯合颱風警報中心降格為三級颱風。下午5時，聯合颱風警報中心降格為二級颱風。下午11時，聯合颱風警報中心降格為一級颱風。
12月5日上午11時，寶霞在菲律賓巴拉望省洛克薩斯沿海再次登陸，登陸時風速為每小時120公里（十分鐘平均風速）。
12月6日下午5時，聯合颱風警報中心降格為熱帶風暴。
12月7日上午2時45分，日本氣象廳降格為強烈熱帶風暴。下午2時45分，寶霞再次打開風眼，日本氣象廳再次升格為颱風，隨後聯合颱風警報中心亦升格為一級颱風。下午10時，聯合颱風警報中心直接由一級颱風跳升為四級颱風，隨後降格為三級颱風。
12月8日，寶霞漸漸受高層西風帶及地面東北風所帶來的強烈垂直風切變影響而迅速減弱。下午11時，聯合颱風警報中心降格為二級颱風。下午11時50分，日本氣象廳降格為強烈熱帶風暴。
12月9日上午2時50分，日本氣象廳降格為熱帶風暴。上午5時，聯合颱風警報中心降格為熱帶風暴。上午11時，聯合颱風警報中心降格為熱帶低氣壓，並發出最後的警報。下午2時45分，日本氣象廳降格為熱帶低氣壓。

## 影響
先受寶霞影響，造成房屋受損、通訊中斷及停電，後於2012年12月3日於菲律賓棉蘭老島引發土石流，而該島曾於2011年12月受重創。寶霞在菲律賓造成大量損害，影響620餘萬人口，造成超過1000人死亡，房屋6萬間全倒、9萬間半倒，以及數百億披索的經濟損失。

### 密克羅尼西亞聯邦

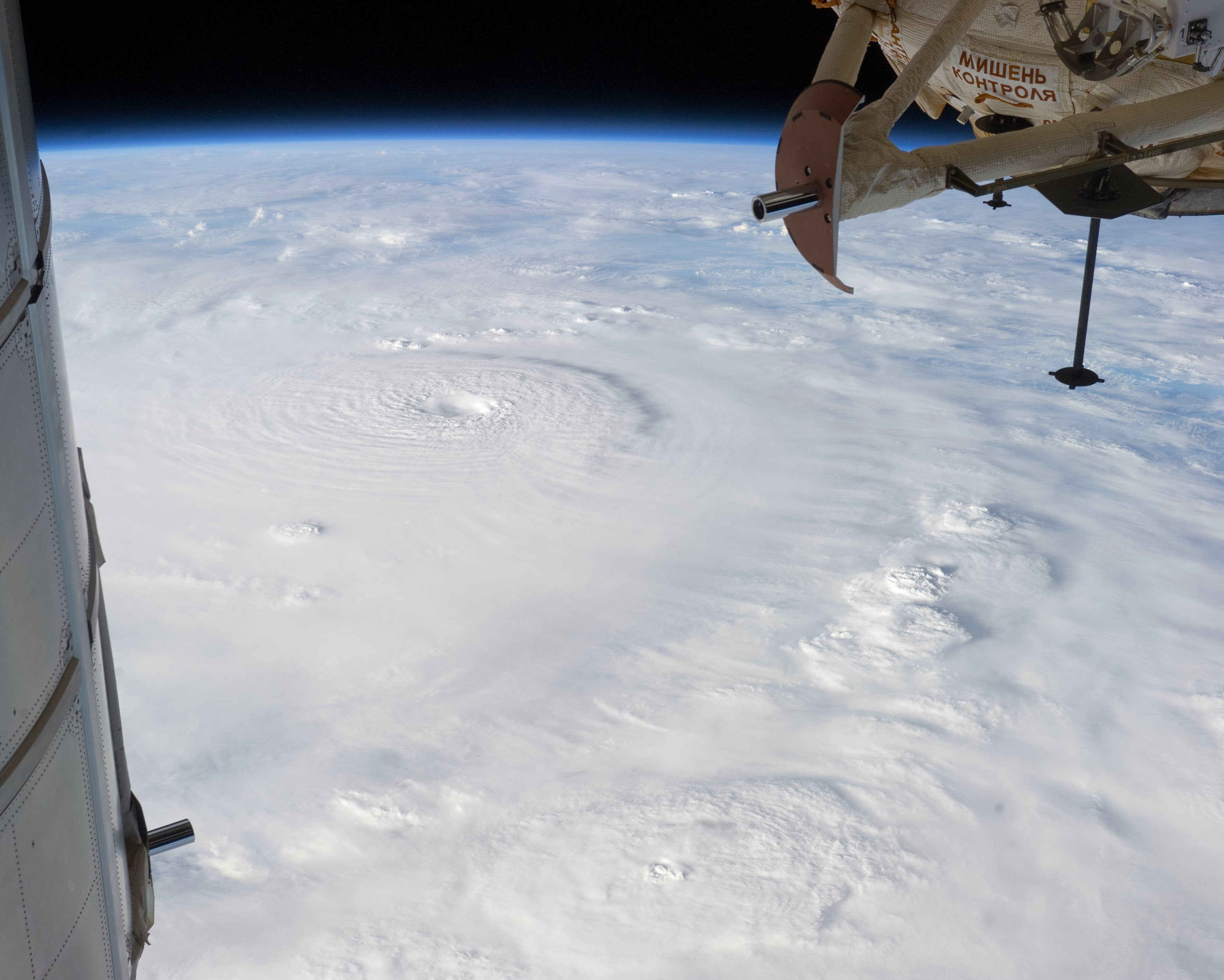
12月2日國際太空站下的颱風寶霞，位於帛琉附近

在寶霞形成的時候，在關島的美國國家氣象局（NWS）向密克羅尼西亞聯邦的努庫奧羅環礁和盧庫諾爾環礁發出熱帶風暴注意報。再在11月26日改發熱帶風暴警報，並把注意報的範圍擴展至洛薩普環礁和楚克。之後寶霞開始向西移動，氣象局便向普盧瓦特環礁和薩塔瓦爾環礁發出熱帶風暴注意報，不久再改發至熱帶風暴警報，並向沃萊艾環礁發出颱風注意報。
在颱風寶霞在列島的南部掠過時，整個列島也停電。在颱風離開後網絡通信的中斷延遲了損失情況的更新。

### 帛琉
2012年11月30日，在當局與災害管理小組對預測在12月2日以三級颱風強度直接在帕勞掠過的寶霞作出高度戒備。帕勞當局已要求來自美國援助的建築及民間行動小組（CCAD），為即將來臨的風暴作岀準備。帕勞全國緊急事務辦公室在11月29日發出公告要求市民作岀準備，如三天的食物和水以作應急物資、便攜式收音機和備用電池、手電筒和急救箱。帕勞的市民也建議開始清理自己的房子，而無安全性的物件可能會被強風吹起，而且可以造成大規模破壞，而牆上的窗口、修剪過的樹枝也可能會掉下破壞家園，並為汽車加氣，並在準備的時候為市民綁緊船隻。
初步傷亡情況顯示科羅爾市受到輕微的破壞，令樹木連根拔起和電力中斷。在科羅爾市郊，沿岸的村莊遭到強風和暴雨的影響，邊遠地區被洪水淹沒。大雨淹沒了貝里琉州，並摧毀了在巴貝圖阿普島上的房屋。

### 菲律賓
當地發出之最高熱帶氣旋警告：三號風暴信號

颱風寶霞登陸棉蘭老島的一刻

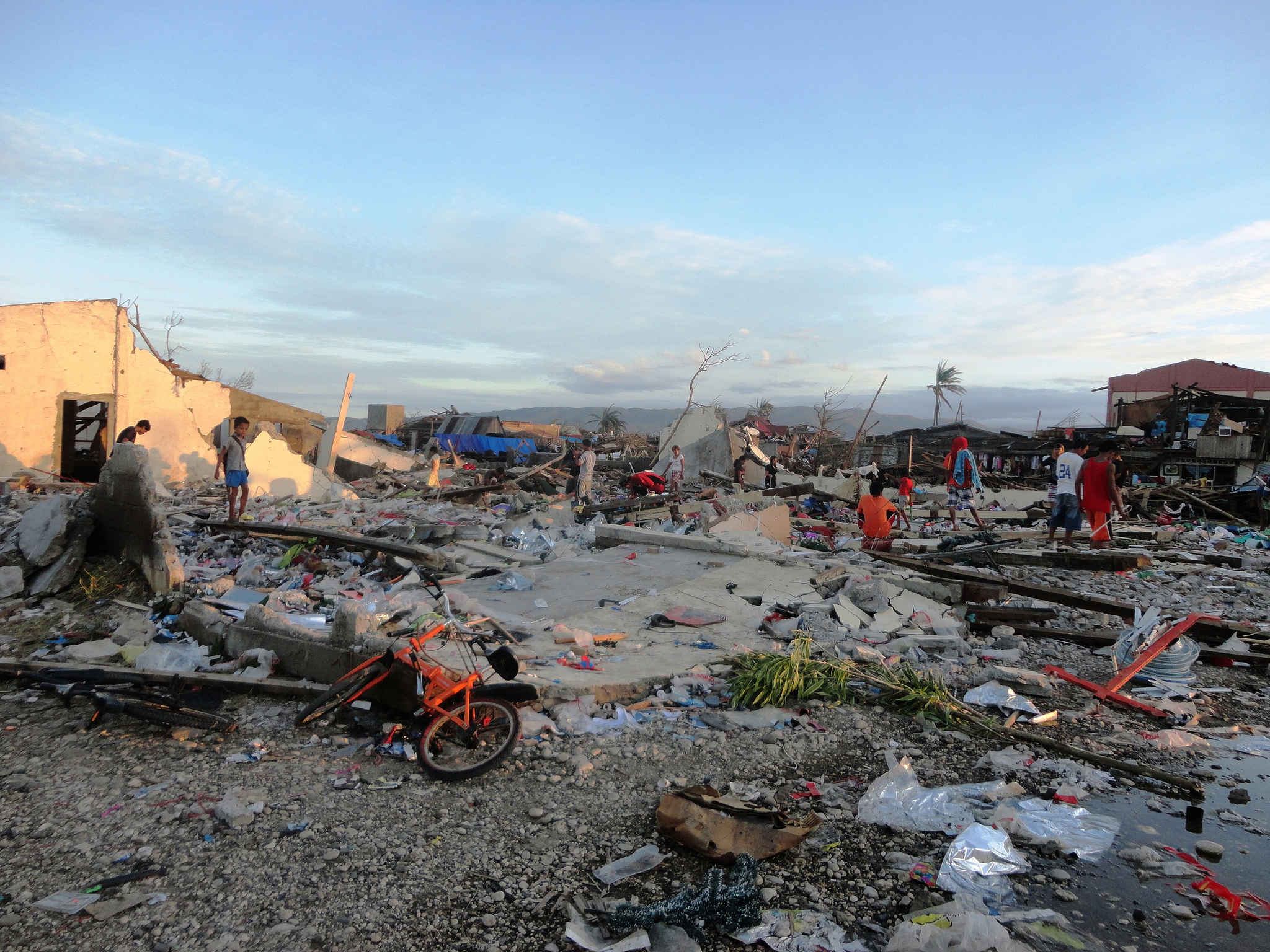
風暴過後的情況

2012年12月2日上午11時，寶霞的外圍雲帶開始進入菲律賓大氣地球物理和天文管理局的責任範圍，菲律賓氣象部門發布第一報熱帶氣旋資訊，並預告將會在傍晚命名。下午6時，寶霞進入其責任範圍，正式命名為Pablo，當時寶霞集結在希納圖安市東南900公里的海面上。下午11時，菲律賓氣象部門發出一號風暴信號。
12月3日上午5時，菲律賓氣象部門發出二號風暴信號。上午11時，菲律賓氣象部門發出三號風暴信號。
12月4日上午3時30分，寶霞在東達沃省巴岡阿沿海登陸。
12月5日上午11時，寶霞在巴拉望省洛克薩斯沿海再次登陸。
12月6日上午5時，菲律賓氣象部門解除一號和二號風暴信號。上午11時，菲律賓氣象部門解除所有風暴信號。
12月8日上午11時，菲律賓氣象部門再次發出一號風暴信號。下午5時，菲律賓氣象部門再次發出二號風暴信號。
12月9日上午10時，菲律賓氣象部門解除二號風暴信號。下午5時，菲律賓氣象部門發布最後一報熱帶氣旋資訊，並解除所有風暴信號。
寶霞正面吹襲菲律賓，出現狂風暴雨，引發水浸及山泥傾瀉。在重災區康波斯特拉谷省，有超過150人遇難，其中新巴丹鎮，出現山洪暴發，衝毀緊急庇護所及軍營，至少142名村民及士兵遇溺死亡，逾300人失蹤。而東達沃省則有110人死亡，近100人受傷，當地的避風中心屋頂被吹走，無法安置災民。寶霞橫掃菲律賓南部，淹沒大量農田，樹木倒塌，導致超過6萬人受災，超過50萬名居民要緊急撤離，南部8個地區停電。
直至12月8日，寶霞已造成接近600人死亡，仍有400多人失蹤，總統阿基諾三世前往災區視察。

## 永久除名
菲律賓大氣地球物理和天文管理局基於風暴造成當地至少逾千人死亡，故將Pablo除名，2013年2月以Pepito取代。颱風委員會亦於2013年1月29日-2月1日舉行的第45屆年度會議上決定將寶霞除名。
其替代名稱於2014年2月10日至13日，在泰國的颱風委員會第46屆的年度會議上公布为安比，意思为酸豆树。

## 熱帶氣旋信號使用記錄

### 菲律賓
| 菲律賓大氣地球物理和天文管理局 風暴信號 | 菲律賓大氣地球物理和天文管理局 風暴信號 | 菲律賓大氣地球物理和天文管理局 風暴信號 |
| --------------------------------------- | --------------------------------------- | --------------------------------------- |
| 上一熱帶氣旋                            | 一號風暴信號                            | 下一熱帶氣旋                            |
| 熱帶風暴山神                            | 一號風暴信號                            | 熱帶風暴悟空                            |
| 熱帶風暴山神                            | 二號風暴信號                            | 熱帶風暴悟空                            |
| 颱風杰拉華                              | 三號風暴信號                            | 颱風尤特                                |

## 國際援助
澳大利亞政府提供約730萬澳元（307萬披索）給予本月初受影響最大的米沙鄢群島和棉蘭老島。
- 中国大陆

上週五，中國向菲律賓大使馬克卿提供了超過20萬美元，以幫助受颱風影響的人們。在此之前，中國紅十字會也捐贈了約3萬美元給予菲律賓紅十字會。 
- 印度尼西亞

印尼政府給予了約100萬美元和4噸的物資，以幫助颱風影響的災民。
- 日本

日本政府宣布將提供約4.2萬美元的緊急無償資金以援助受颱風影響的人們。

## 外部連結
- （日語）http://www.jma.go.jp/ （页面存档备份，存于） 日本氣象廳首頁
- （英文）http://www.usno.navy.mil/JTWC/ （页面存档备份，存于） 聯合颱風警報中心首頁
- （简体中文）https://web.archive.org/web/20120928121548/http://www.nmc.gov.cn/ 中央氣象台首頁
- （繁體中文）http://www.cwb.gov.tw/ （页面存档备份，存于） 中央氣象局首頁
- （繁體中文）http://www.hko.gov.hk/ （页面存档备份，存于） 香港天文台首頁
- （繁體中文）http://www.smg.gov.mo/ （页面存档备份，存于） 澳門地球物理暨氣象局首頁